# Sua Majestade

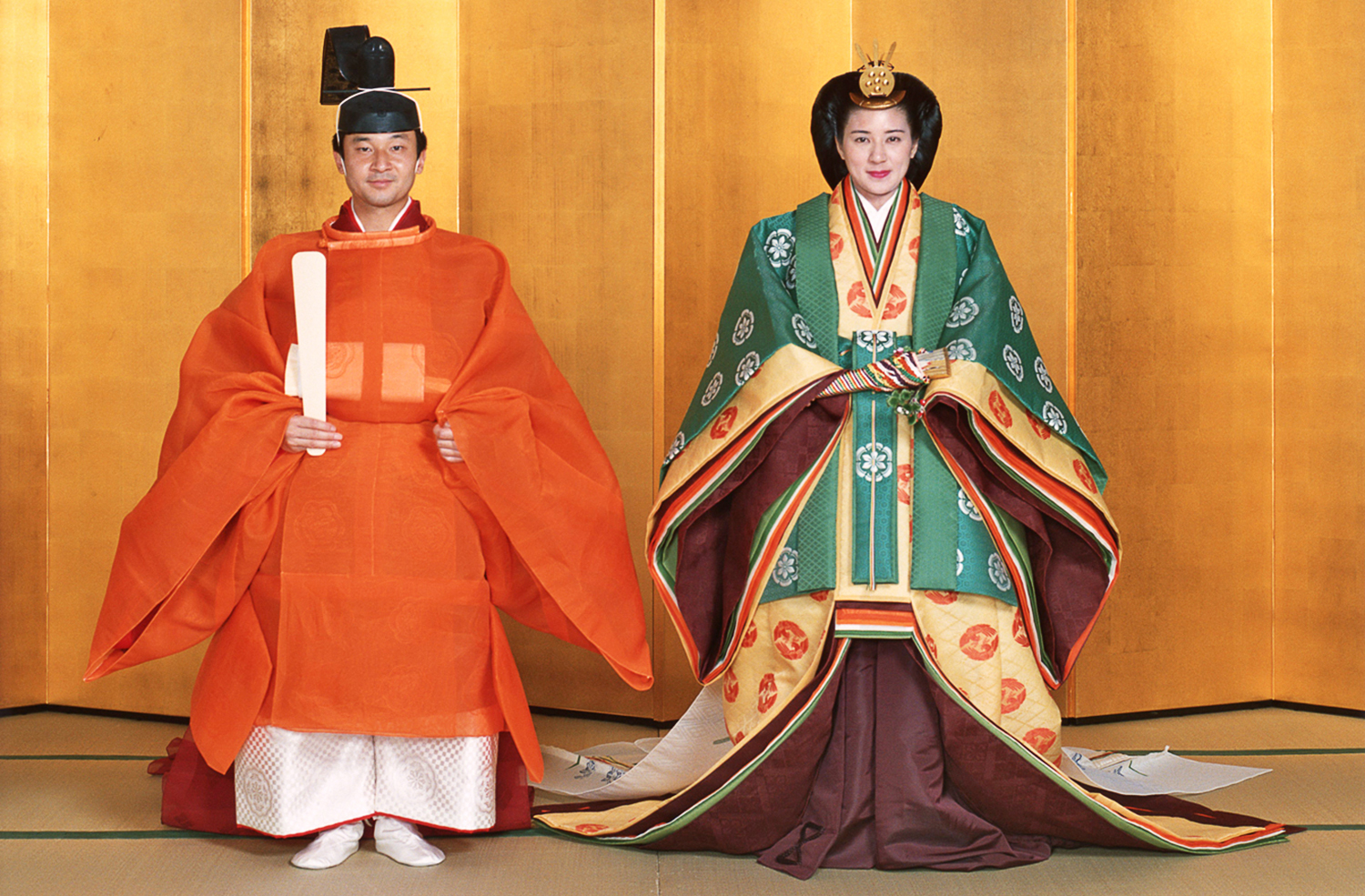
Cerimônia de casamento entre o Príncipe Herdeiro Naruhito e a Princesa Herdeira Masako em 9 de junho de 1993

Sua Majestade (S.M.) é um tratamento destinado a monarcas. É uma palavra derivada do latim maiestas, que significa grandeza.
Mesmo que destronado um soberano perde o jus imperium (não governa) e o jus gladium (não obriga), mas conserva o jus majestatis (direito de ser tratado e protegido como majestade) e tal continuará para os respectivos pretendentes até que o trono seja eventualmente ocupado.

## Origem
Inicialmente, durante a República Romana, a palavra maiestas era um estatuto legal e da dignidade do Estado, que devia ser respeitada acima de todo o resto. Esta foi crucialmente definida pela existência de um crime específico, chamado laesa maiestatis, literalmente "lesa majestade", que consiste na violação daquele estatuto supremo.
Diversos actos como o de celebrar uma festa num dia de luto público, o desprezo dos vários ritos do Estado e deslealdade na palavra ou acto foram punidos como crimes contra a majestade da república. No entanto, mais tarde, sob o Império Romano, ele veio a significar um crime contra a dignidade do imperador. Mesmo com acções indirectas, tais como o pagamento de um serviço num bordel com uma medalha que ostentasse o retrato do imperador poderia ser punido como um acto "maiestas".

## Forma de tratamento
Após a queda de Roma, majestade foi usado para descrever um monarca da mais alta classificação - na verdade, era geralmente aplicado a Deus. O título foi, então, também assumido por reis de grandes potências como uma tentativa de auto-elogio e apesar de um suposto estilo real, como um rei ou rainha, que seria, assim, muitas vezes, ser chamado de "Sua Majestade Real". O primeiro rei inglês a usar este estilo, Majestade, foi Henrique VIII - anterioremente, os monarcas tinham utilizado a forma de tratamento de Sua graça. Finalmente, o título ficou consagrado na lei, e foi assim que todos os reis e rainhas da Europa passaram a ostentar o título no dia-a-dia. Variações incluem Sua Majestade Católica em Espanha e Sua Majestade Britânica no Reino Unido, quando usado para distinguir entre diversos monarcas.
Os principados não foram agraciados com esse tratamento, mas sim com Sua Alteza ou Sua Alteza Sereníssima.

## Uso em África
Na maior parte da África, onde possa haver reis e rainhas ou chefes, eles usam Sua Majestade, em vez de Sua Alteza ou Sua Alteza Real, independentemente dos reis ou chefes serem soberanos de qualquer território, já que a maioria são chefes de tribos dentro de vários países da África.